# Berberis canadensis
Berberis canadensis là một loài thực vật có hoa trong họ Hoàng mộc. Loài này được Mill. mô tả khoa học đầu tiên năm 1768.

## Hình ảnh

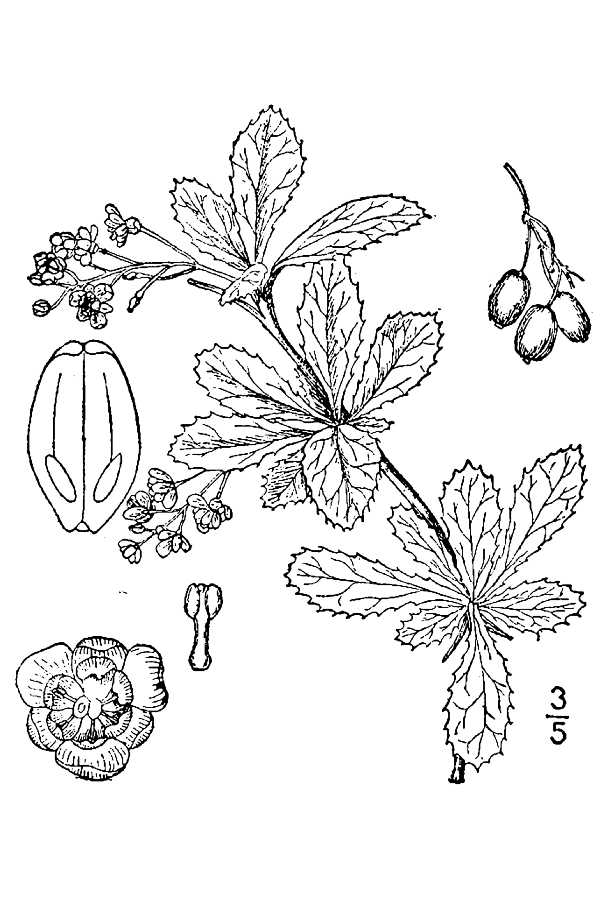
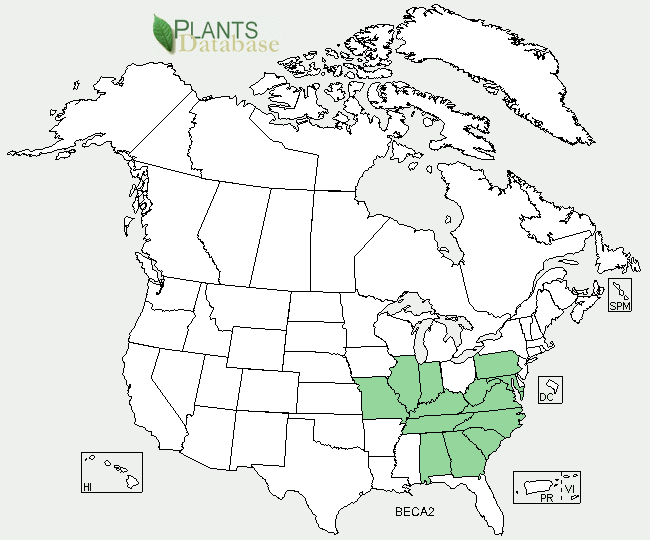
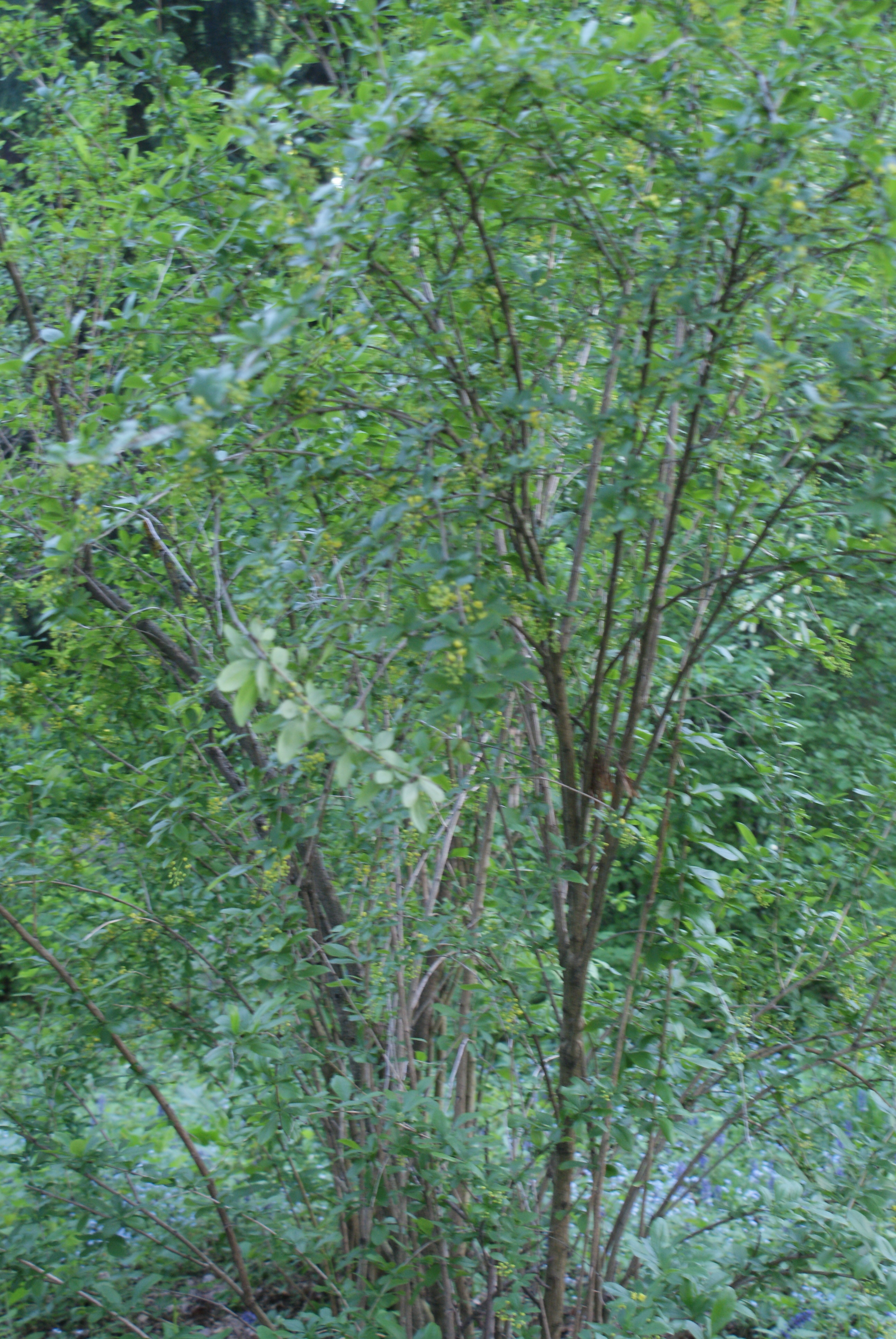
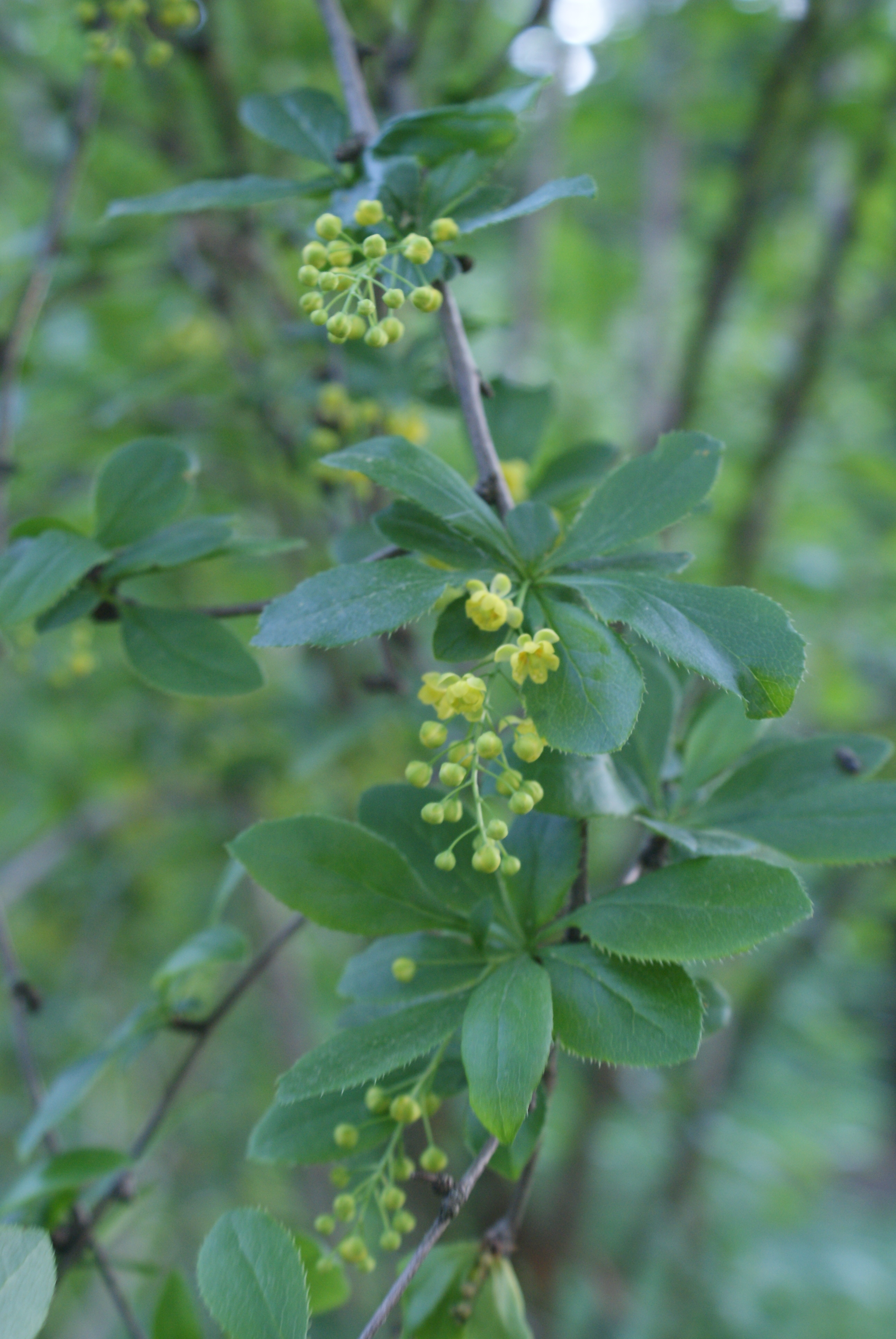